# Kurt Gödel
Kurt Friedrich Gödel (28. dubna 1906 Brno – 14. ledna 1978 Princeton, New Jersey) byl rakousko-americký matematik, který se stal jedním z nejvýznamnějších logiků všech dob. Významné jsou i jeho příspěvky ve fyzice a ve filozofii matematiky.
V roce 1930 publikoval větu o úplnosti predikátové logiky prvního řádu a v roce 1931 svůj zásadní objev – dvě věty o neúplnosti axiomatických formálních systémů s aritmetikou. Prostřednictvím těchto vět ukázal, že není možné navrhnout soubor axiomů, které by byly dostačující pro zodpovězení každé otázky, kterou lze klást a formulovat uvnitř formálního systému s aritmetikou. Tyto Gödelovy věty završily více než padesátileté úsilí logiků a matematiků úplně formalizovat matematiku, ale ovlivnily i vědecké a filosofické myšlení druhé poloviny 20. století a počátku 21. století.

## Život

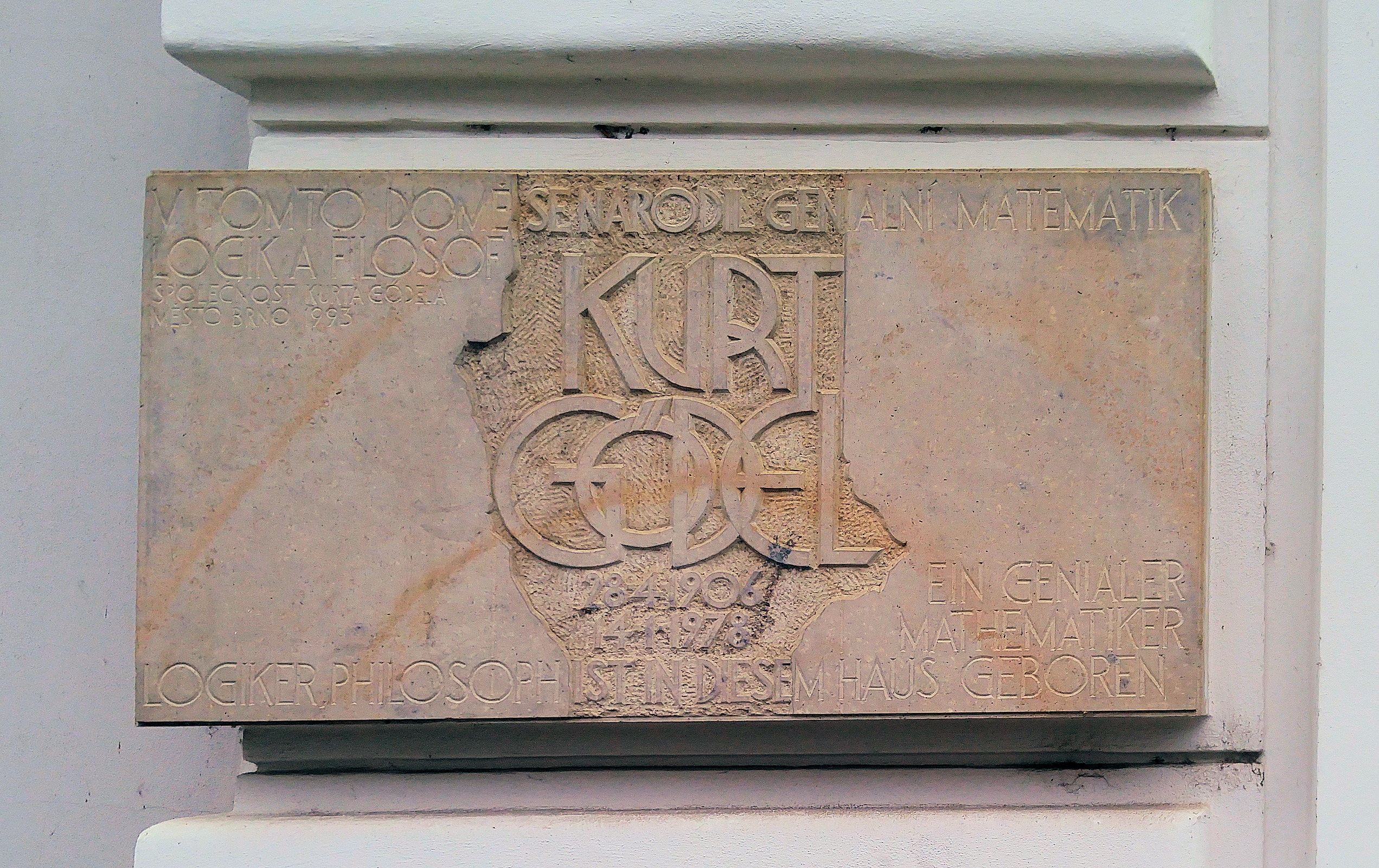
Pamětní deska Kurta Gödela na jeho rodném domě (Brno, Pekařská 5)

Narodil se 28. dubna 1906 jako druhé dítě Marianny a Rudolfa Gödelových v Brně v Rakousku-Uhersku. Evangelická rodina mluvila německy. Rudolf Gödel byl ředitelem v textilní továrně, na tuto pozici se vypracoval díky své píli a umu; patentoval několik vynálezů v oboru textilních strojů. Matka Marianne podporovala své syny Kurta a staršího Rudolfa v úctě ke vzdělání a intelektuálních zájmech. Také někteří příbuzní a brněnští předkové se aktivně podíleli na kulturním a obchodním životě města. Kurt Gödel navštěvoval v Brně evangelickou základní školu a druhé německé reálné gymnázium, které jej vybavilo velmi dobrými znalostmi nejen matematiky a fyziky, ale i příznačnou pečlivostí a duchem důkladnosti.
V roce 1924 nastoupil na Univerzitu ve Vídni, aby studoval fyziku. Přednášky matematiky P. Furtwanglera a atmosféra kolem Vídeňského kruhu jej přivedly k matematice a logice. Disertační práci, jejímž tématem byla úplnost predikátového počtu 1. řádu, úspěšně ukončil v roce 1929 pod vedením Hanse Hahna. V roce 1931 publikoval své slavné věty o neúplnosti a rok poté se stal soukromým docentem a působil na vídeňské univerzitě do roku 1938. Ve třicátých létech několikrát navštívil USA, kde působil na Institutu pokročilých studií v Princetonu a přednášel také v New Yorku, Washingtonu aj. V roce 1936 se nervově zhroutil z vyčerpání a léčil se v Rakousku.
Zhoršující se politická situace, schylující se ke 2. světové válce, jej vyhnala z Evropy do Ameriky, kam natrvalo odjel s manželkou Adele rok po svatbě v roce 1940. Jako docent a později profesor na Institutu pokročilých studií v Princetonu se intenzivně věnoval filozofii a pod vlivem Alberta Einsteina, svého tamějšího blízkého přítele, i fyzice. V Princetonu zažil klidná léta: Se ženou žili v ústraní a vedli nenáročný život v malém domku, který si koupili. Adele vedla domácnost a pečovala o manžela, kterému byla vždy oporou. Na rozdíl od Kurta často navštěvovala rodinu v Evropě, zatímco Kurtova maminka a bratr jezdili za ním do Ameriky. Společenské povinnosti a společenský život v Ústavu kladly na Kurta specifické nároky. Stal se legendou pro své objevy a vyhledávanou osobou, od níž se očekávaly další převratné výsledky. To nemělo dobrý vliv na plachého, uzavřeného a pečlivého až puntičkářského samotáře, kterým se postupně stal. Chatrné zdraví, které mu rodina připisovala, traumatizující zážitky z období nacismu i tlak na výkon člověka s pověstí génia se podepsaly na jeho psychosomatických potížích, které se stářím a odchodem vrstevníků a blízkých přátel prohlubovaly. Trpěl obsedantním strachem z jedů a byl schopen jíst pouze jídla připravená jeho ženou Adélou. Ke konci roku 1977, když byla Adéla po dobu 6 měsíců v nemocnici, Gödel odmítal jakékoliv jídlo, což vedlo až k jeho smrti hladem; stalo se v Princetonské nemocnici 14. ledna 1978, kdy vážil pouhých 29 kg. Je pochovaný na Princetonském hřbitově. Adéla zemřela v roce 1981.

## Dílo

### Matematická logika
V intelektuálním prostředí postsecesní Vídně vytvořil své průlomové dílo – objevil a formuloval dva teorémy o neúplnosti: Z prvního plyne, že žádný formální systém nemůže být zároveň úplný a bezesporný a z druhého, že bezespornost formálního systému nelze uvnitř tohoto systému dokázat. Oba teorémy se opírají o důkaz existence nerozhodnutelné věty, která je prostředky systému formulovatelná, ale nedá se dokázat prostředky tohoto systému. Nepatří do množiny dokazatelných vět, jejichž pravdivost může být důkazem prokázána – je nedokazatelná. Protože ale sama o sobě tvrdí, že je nedokazatelná, tvrdí pravdu a je proto pravdivá. Je případem věty, která se dá prostředky systému formulovat, ale nikoli dokázat a v tomto smyslu je pak systém neúplný: Nedají se v něm dokázat všechny pravdivé věty, které se v něm dají formulovat. K důkazu vět Gödel rozvinul nebo zcela nově vyvinul několik matematických postupů či technik. Například tzv. Gödelovo číslování, které je unikátním kódovacím systémem, který umožňuje jednoznačný převod mezi formulemi a čísly. Kódování spolu se zavedením rekurzívních funkcí „převádí logiku na aritmetiku“ a některé části Gödelova důkazu připomínají to, čemu dnes říkáme programovací jazyk počítačů (podobný jazyku Lisp). (Srovnatelný je zde „převod geometrie na aritmetiku“, který provedl v 17. století René Descartes a který je dnes znám jako analytická geometrie).
Další inovací je zvláštní použití Cantorovy diagonální metody, která je jednou ze základních technik teorie množin. Další technikou spojenou s Cantorovou metodou je postup využívající paradoxy jako regulérní matematicko-logické prostředky, které v logice hrají podobnou roli jako Möbiova páska nebo Kleinova láhev v topologii. Gödelovy věty položily pevné základy matematické logice, teorii důkazu v matematice, teorii výpočetní složitosti, programování počítačů a základům matematiky skrze teorii množin. A právě rozvinutí teorie množin věnoval Gödel největší úsilí v 30. létech, kdy se úspěšně pokusil prokázat nezávislost axiomu výběru na ostatních axiomech teorie množin a jen částečně úspěšně o prokázání téhož u hypotézy kontinua. Zdravotní problémy a nešťastné události v Evropě způsobily změnu v zaměření výzkumu a první léta v Americe se věnoval filozofii matematiky. Nejvýznamnějšími z tohoto období jsou dvě práce věnující se Russellově matematické logice a Cantorovu problému kontinua.

### Fyzika
Originálním způsobem obohatil Einsteinovu obecnou teorii relativity formulováním a nalezením kosmologického modelu rotujícího vesmíru umožňujícího cestování časem. Otevřel tak dodnes probíhající diskuse o tom, zda takové cestování neodporuje fyzikálním či filozofickým principům, popř. zda by mohlo být technicky realizováno.
V roce 1949 formuloval kosmologický model vesmíru s „časovými smyčkami“, umožňujícími návrat do vlastní minulosti. Na jeho základě se podrobně věnoval analýze pojmu času. Vědecky významný je jeho článek z roku 1952, který popisuje širokou třídu rotujících a rozpínajících se vesmírů.

### Logika a filozofie
Po Einsteinově smrti v roce 1955 se obrátil opět k logice a zajímá se zejména o Husserlovu filozofii. Na sklonku života zpracoval v podobě sledu formulí s minimálním komentářem logický postup, který lze chápat jako zpřesnění a doplnění úvahy Anselma z Canterbury označované jako ontologický důkaz boží existence. Tento „Gödelův ontologický důkaz“ byl uveřejněn až po jeho smrti a jeho význam je dosud předmětem diskusí logiků, teologů i filozofů. Sám Gödel se o důkaze vyjádřil jako o jistém cvičení použití moderních prostředků modální logiky.
Jeho dílo má hluboké filozofické kořeny, vedoucí až k antickým základům vzdělanosti, a jeho potenciál nebyl zdaleka vyčerpán. Za účelem rozvíjení a popularizace díla Kurta Gödela byla v roce 1987 založena ve Vídni mezinárodní Kurt Gödel Society, jejíž jednou odnoží je Společnost Kurta Gödela v Brně, založená v roce 1992.

## Výběr z publikací
- Kurt Gödel: Über die Vollständigkeit der Axiome des logischen Funktionenkalküls. Dissertation 1929. In: Monatshefte für Mathematik und Physik Akademische Verlagsgesellschaft, Leipzig 36.1930, 2, S. 349–360. (Auch in: Erg. 3.1932, S. 12–13)
- Kurt Gödel: Über formal unentscheidbare Sätze der Principia Mathematica und verwandter Systeme I. in: Monatshefte für Mathematik und Physik. Akademische Verlagsgesellschaft, Leipzig 38.1931, S. 173–198.
- Kurt Gödel: Diskussion zur Grundlegung der Mathematik, Erkenntnis 2. in: Monatshefte für Mathematik und Physik. Akademische Verlagsgesellschaft, Leipzig 39.1931–32, S. 147–148.
- Kurt Gödel: The Consistency of the Axiom of Choice and of the Generalized Continuum Hypothesis with the Axioms of Set Theory, Annals of Mathematical Studies, Volume 3, Princeton University Press, Princeton, NJ, 1940.
- Kurt Gödel: Russels mathematische Logik, in: Whitehead/Russell, Principia Mathematica, Vorwort, S. V–XXXIV. Suhrkamp 1986, ISBN 3-518-28193-3.
- Kurt Gödel: My philosophical viewpoint, c. 1960, unpublished.
- Kurt Gödel: The modern development of the foundations of mathematics in the light of philosophy, 1961, unpublished.
- (Hrsg.) Solomon Feferman u. a.: Kurt Gödel. Collected Works. Vol. I–III. Clarendon Press, Oxford 1986 ISBN 0-19-514720-0, 1990 ISBN 0-19-514721-9, 1995 ISBN 0-19-514722-7